# Rivière Rimouski Est
Pour les articles homonymes, voir Rimouski (homonymie).
 (juin 2018).
La Rivière Rimouski Est coule dans le territoire non organisé de Lac-Huron, dans la municipalité régionale de comté (MRC) de Rimouski-Neigette, dans la région administrative du Bas-Saint-Laurent, au Québec, au Canada.
Après avoir traversé la Zec du Bas-Saint-Laurent et la réserve faunique de Rimouski, cette rivière va se déverser sur la rive nord de la rivière Rimouski, laquelle coule vers l'ouest, puis vers le nord, jusqu'à la rive sud du fleuve Saint-Laurent où elle se déverse au cœur de la ville de Rimouski.

## Géographie
La rivière Rimouski Est prend sa source au lac Chicdos (longueur : 0,9 km ; altitude : 348 m). Ce lac chevauche la partie sud-est de la municipalité de Saint-Narcisse-de-Rimouski et le nord du territoire non organisé de Lac-Huron.
L’embouchure du lac Chicdos est situé à 23,4 km au sud-est du littoral sud-est du fleuve Saint-Laurent, à 6,7 km au sud-est de la limite du centre du village de Saint-Narcisse-de-Rimouski, à 2,8 km au sud-est de la route 232, à 1,5 km au sud-ouest du sommet du mont Guy-LeBlanc et à 0,2 km au sud-est de la limite de Saint-Narcisse-de-Rimouski.
À partir de l’embouchure de ce lac, la rivière Rimouski Est coule sur 30,2 km, répartis selon les segments suivants :
Cours supérieur de la rivière (segment de 13,6 km)
- 1,0 km vers le sud-est, jusqu'à l'embouchure du lac Corinne (longueur : 0,3 km ; altitude : 342 m ; en forme de cloche) que le courant traverse vers l'est sur 0,3 km ;
- 2,1 km vers l'est, jusqu'à l'embouchure du lac Chic-Chocs (longueur : 1,8 km ; altitude : 335 m) que le courant traverse vers l'est sur sa pleine longueur. Note : le lac Chic-Chocs reçoit les eaux de la décharge du lac Rond (venant du nord-est) ;
- 0,3 km vers le sud-est, jusqu'à la rive nord du lac Taché ;
- 2,4 km vers le sud-est, en traversant le lac Taché (altitude : 329 m) sur sa pleine longueur, jusqu’à son embouchure. Note : L'île Beauséjour (longueur : 0,7 km) est située au centre-Nord du lac Taché. Ce dernier reçoit les eaux de la décharge (venant du sud-ouest) du lac du Dépôt ;
- 2,6 km vers l'est, en traversant sur 0,5 km une zone de marais en début de segment et en coupant la route de la Réserve de Rimouski, jusqu'à la confluence du ruisseau Noir (venant du nord) ;
- 0,4 km vers le sud, jusqu'à confluence du ruisseau aux Castors (venant du sud-ouest) ;
- 4,8 km vers le sud-est, jusqu'à la rive nord-ouest du lac Prime ;

Cours inférieur de la rivière (segment de 16,6 km)
- 2,1 km vers le sud-est, en traversant le lac Prime (longueur : 2,1 km ; altitude : 296 m ; en forme de boomerang) jusqu'au détroit le reliant au lac Huron ;
- 3,2 km vers le sud, en traversant le lac Huron (altitude : 296 m) sur sa pleine longueur, jusqu'au barrage situé au sud du Lac. Note : Le Lac Huron est contigüe avec le lac Prime et l'Étangs de la Sifroi (venant de l'est) lequel reçoit les eaux du ruisseau Sifroi (venant du sud-est) qui draine les eaux du lac Côté et du lac Sifroi ;
- 0,3 km vers le sud, jusqu'à la route ;
- 1,8 km vers le sud-ouest, jusqu'au ruisseau Agapit (venant de l'ouest) ;
- 2,3 km vers le sud, jusqu'à la limite nord-ouest de la réserve faunique de Rimouski ;
- 1,1 km vers le sud-est, jusqu'à la décharge du lac Vert (venant de l'est) ;
- 5,8 km vers le sud-ouest, jusqu'à la confluence de la rivière[3].

La rivière Rimouski Est se déverse sur la rive nord de la rivière Rimouski (zone Les Fourches), dans le territoire non organisé du Lac-Huron. Cette confluence est située à 2,6 km au sud-est de la limite nord-ouest de la réserve faunique de Rimouski, à 15,0 km au nord-ouest de la limite nord-ouest du Nouveau-Brunswick et à 45,6 km au sud-est du littoral sud-est du fleuve Saint-Laurent.

## Toponymie
Le toponyme « rivière Rimouski Est » a été officialisé le 5 décembre 1968 à la Commission de toponymie du Québec.